# Pozděchov
Pozděchov – gmina w Czechach, w powiecie Vsetín, w kraju zlińskim. Według danych z dnia 1 stycznia 2012 liczyła 558 mieszkańców.